# 438 dagar
438 dagar är en svensk verklighetsbaserad dramafilm från 2019 som skildrar fängslandet av journalisten Martin Schibbye och fotografen Johan Persson och deras period som fångar i Etiopien 2011–2012. Filmen bygger på deras självbiografi med samma namn. Filmen är regisserad av Jesper Ganslandt med manus skrivet av Peter Birro.
Filmen hade svensk biopremiär 30 augusti 2019.

## Handling
438 dagar är baserad på den sanna berättelsen om journalisten Martin Schibbye och fotografen Johan Persson som, under ett uppdrag i den konfliktdrabbade regionen Ogaden i Etiopien, fängslades och dömdes till 11 års fängelse för terrorism.

## Rollista
| Gustaf Skarsgård     | – Martin Schibbye, journalist                          |
| Matias Varela        | – Johan Persson, fotograf                              |
| Fredrik Evers        | – Jens Odlander, diplomat                              |
| Josefin Neldén       | – Linnéa Schibbye, Martins fru                         |
| Philip Zandén        | – Carl Bildt, Sveriges utrikesminister                 |
| Faysal Ahmed         | – Abdullahi Hussein, rådgivare åt presidenten i Ogaden |
| Jesper Ganslandt     | – Fredrik Spik, diplomat                               |
| Lena B. Nilsson      | – Karin Schibbye, Martins mamma                        |
| Frederik Nilsson     | – Kjell Persson, Johans pappa                          |
| Gunilla Johansson    | – Kickan Persson, Johans mamma                         |
| Nathaniel Ramabulana | – Abdullahi Werar, vicepresident                       |
| Farouk Valley-Omar   | – Chefsåklagare                                        |
| Graham Clarke        | – Bruno                                                |
| Sivuyile Ngesi       | – Chala                                                |
| Magnus Sundberg      | – Reporter                                             |
| Fredrik Skavlan      | – Sig själv                                            |